# Winfried Feldmann
Winfried Feldmann (* 15. Mai 1922 in Steele; † 28. Januar 2010 in Lüneburg) war ein deutscher Politiker (CDU).
Nach dem Besuch der Volksschule wechselte Feldmann auf ein Gymnasium in Essen. Hier legte er sein Abitur im Jahr 1940 ab. Feldmann absolvierte seinen Kriegsdienst während des Zweiten Weltkrieges bei der Kriegsmarine. Zum Kriegsende geriet er in Kriegsgefangenschaft und begann nach seiner Entlassung aus der Gefangenschaft eine Tätigkeit in einem Betrieb der Fischindustrie. Seit 1950 war er im Außendienst in der Linden-Adler-Brauerei in Unna beschäftigt. Im 1952 erfolgte sein beruflicher Wechsel in die Dortmunder Union-Brauerei.
Im Jahr 1960 wurde er Verkaufsleiter bei der Lüneburger Kronen Brauerei AG, die er zwischen 1961 und 1985 als Vorstandsmitglied leitete. Zwischen 1976 und 1985 wurde er Vorstandsmitglied der Holsten-Brauerei AG in Hamburg, nachdem diese im Jahr 1974 eine Beteiligung an der Lüneburger Kronen Brauerei gekauft hatte.
Feldmann ist seit 1946 Mitglied der CDU. Er war als ehrenamtlicher Richter am Sozialgericht bis zum Jahr 1982 engagiert. Er war zudem Vorsitzender des Brunnengebietes Nord im Verband Deutscher Mineralbrunnen bis zum Jahr 1995 und gehörte zudem als Mitglied des erweiterten Vorstands des Verbandes Deutscher Mineralbrunnen/Bad Godesberg dem Vorstand an. Er war Mitglied des Präsidiums im Bundesverband der Deutschen Erfrischungsgetränke Industrie. Er wurde zum Vorsitzenden des Ausschusses Alkoholfreie Getränke im Deutschen Brauer-Bund gewählt. Zudem war er Vorstandsmitglied der Heinz-Schwarzkopf-Stiftung - (Junges Europa) mit Sitz in Hamburg.
Im Jahr 1981 wurde er Ratsherr der Stadt Lüneburg sowie Kreistagsabgeordneter im Landkreis Lüneburg. Feldmann war in der zehnten und elften Wahlperiode Abgeordneter des Niedersächsischen Landtages vom 21. Juni 1982 bis 20. Juni 1990.

## Quelle
- Barbara Simon: Abgeordnete in Niedersachsen 1946–1994. Biographisches Handbuch. Hrsg. vom Präsidenten des Niedersächsischen Landtages. Niedersächsischer Landtag, Hannover 1996, S. 95–96.

| Personendaten    | Personendaten                  |
| ---------------- | ------------------------------ |
| NAME             | Feldmann, Winfried             |
| KURZBESCHREIBUNG | deutscher Politiker (CDU), MdL |
| GEBURTSDATUM     | 15. Mai 1922                   |
| GEBURTSORT       | Steele                         |
| STERBEDATUM      | 28. Januar 2010                |
| STERBEORT        | Lüneburg                       |